# Tuinwijck (Groningen)
Tuinwijck je oblast s většinou okrasnými zahradami se nachází na ploše více než šesti akrů na jihovýchodním okraji okresu Coendersborg, mezi Helperzoom a železniční tratí Meppel - Groningen v Nizozemsku. Byla založena průmyslníkem Jan Evert Scholten v roce 1913 a je jednou z nejstarších veřejných zahrad v Nizozemí. Jejím cílem je udržitelný vývoj a šetrnost k životnímu prostředí v zahradnictví. To vedlo k tomu, že se jedná o první zahradu, která byla oceněna národní Značkou kvality pro přírodní zahradnictví. Na pozemku je dnes žabí bazén, motýlí zahrada, dětské hřiště, komunitní centrum a obchod.